# カム・アンド・ゲット・イット
『カム・アンド・ゲット・イット』（原題：Come an' Get It）は、ホワイトスネイクが1981年に発表したアルバム。

## 解説
本作のレコーディングは、リンゴ・スターが所有するスタートリング・スタジオ（ジョン・レノン邸を改築した建物）で行われ、デイヴィッド・カヴァデールは、ジョンとオノ・ヨーコのベッドルームだった部屋に泊まったという。また、ミッキー・ムーディは本作制作の合間に、グラハム・ボネットと共にリーバイスのコマーシャルソングを録音した。
本作からは、「ドント・ブレイク・マイ・ハート・アゲイン」（全英17位）と「ウッド・アイ・ライ・トゥ・ユー」（全英37位）がシングル・ヒットした。

## 収録曲
1. カム・アンド・ゲット・イット - Come an' Get It (David Coverdale) - 3:58
2. ホット・スタッフ - Hot Stuff (D. Coverdale, Micky Moody) - 3:21
3. ドント・ブレイク・マイ・ハート・アゲイン - Don't Break My Heart Again (D. Coverdale) - 4:02
4. ロンリー・デイズ、ロンリー・ナイツ - Lonely Days, Lonely Nights (D. Coverdale) - 4:15
5. ワイン、ウィメン・アンド・ソング - Wine, Women an' Song (D. Coverdale, M. Moody, Bernie Marsden, Neil Murray, Jon Lord, Ian Paice) - 3:45
6. チャイルド・オブ・バビロン - Child of Babylon (D. Coverdale, B. Marsden) - 4:47
7. ウッド・アイ・ライ・トゥ・ユー - Would I Lie to You (D. Coverdale, M. Moody, B. Marsden) - 4:28
8. ガール - Girl (D. Coverdale, B. Marsden, N. Murray) - 3:55
9. ヒット・アンド・ラン - Hit an' Run (D. Coverdale, M. Moody, B. Marsden) - 3:23
10. ティル・ザ・デイ・アイ・ダイ - Till the Day I Die (D. Coverdale) - 4:28

### 2007年リマスター盤ボーナス・トラック
1. チャイルド・オブ・バビロン（オルタネイト・ラフ・ミックス） - Child of Babylon (Alternate Rough Mix) (D. Coverdale, B. Marsden) - 4:27
2. ガール（オルタネイト・ヴァージョン／ラフ・ミックス） - Girl (Alternate Version/Rough Mix) (D. Coverdale, B. Marsden, N. Murray) - 4:03
3. カム・アンド・ゲット・イット（ラフ・ミックス） - Come an' Get It (Rough Mix) (D. Coverdale) - 3:57
4. ロンリー・デイズ、ロンリー・ナイツ（オルタネイト・ヴァージョン／ラフ・ミックス） - Lonely Days, Lonely Nights (Alternate Version/Rough Mix) (D. Coverdale) - 4:10
5. ティル・ザ・デイ・アイ・ダイ（ラフ・ミックス） - Till the Day I Die (Rough Mix) (D. Coverdale) - 4:40
6. ヒット・アンド・ラン（バッキング・トラック） - Hit an' Run (Backing Track) (D. Coverdale, M. Moody, B. Marsden) - 3:17

## 参加ミュージシャン
- デイヴィッド・カヴァデール - ボーカル
- ミッキー・ムーディ - ギター
- バーニー・マースデン - ギター
- ジョン・ロード - キーボード
- ニール・マーレイ - ベース
- イアン・ペイス - ドラムス